# Goose house Phrase 13 Fly High, So High
《Goose house Phrase #13 Fly High, So High》為Goose house的第4張單曲，於2016年8月10日發行。

## 概要
- 自《Goose house Phrase #12 LOVE & LIFE》以來，時隔約8個月發行的單曲。
- 初回生產限定盤收錄了2015年12月10日在東京國際論壇舉辦的「Goose house Live Tour 2015 〜だって座れるんだもん〜」LIVE音源。
- 為Goose house首張在台發行的單曲。[3]
- 於單曲發表後同月28日，首度來台參與「2016無懼音樂祭 NO FEAR Festival」演唱會[2][4][5]。

## 收錄内容

### CD
- 作詞作曲皆為Goose house

1. Fly High, So High (4:45)
2. Best friend (4:48)
3. Fly High, So High -instrumental- (4:45)
4. Best friend -instrumental- (4:45)

### LIVE CD (初回生産限定盤)
- Goose house Live Tour 2015 ～だって座れるんだもん～ LIVE音源

1. 追尋聲音的方向→ （オトノナルホウヘ→）(4:56)
2. 若能閃爍 （光るなら）(4:24)

## 外部連結
- Goose house 『Fly High, So High』Music Video （页面存档备份，存于）
- Fly High,So High.／Goose house （页面存档备份，存于）
- 「2016 無懼音樂祭 NO FEAR FESTIVAL」宣傳影片第四彈『Goose house』 （页面存档备份，存于）